# Kamenica (gmina Vogošća)
Kamenica – wieś w Bośni i Hercegowinie, w Federacji Bośni i Hercegowiny, w kantonie sarajewskim, w gminie Vogošća. W 2013 roku liczyła 98 mieszkańców, z czego większość stanowili Boszniacy.